# Земля батьків наших
«Земля батьків наших» — радянський художній фільм, знятий на кіностудії «Грузія-фільм» в 1979 році.

## Сюжет
Велика Вітчизняна війна. Старий Беткіл з села в гірській Сванетії, відправивши сина на фронт, йде в гори, щоб встигнути відігнати колгоспну худобу від німців, що наближаються. У горах він зустрічає Лашу — німецького розвідника в радянській формі. Грузинській мові його навчив батько, який виїхав до Німеччини з першою еміграційною хвилею. У процесі тривалої бесіди Лаша переймається симпатією до старого і, коли несподівано з'являються німці, юнак разом з Беткілом встає на захист грузинської землі.

## У ролях
- Гіулі Чохонелидзе — Беткіл
- Зураб Кіпшидзе — Лаша, фашистський розвідник
- Лія Капанадзе — Маріам
- Коте Даушвілі — Давид
- Георгій Мачаїдзе — Гега
- Мзія Арабулі — Дарчі
- Кетеван Кікнадзе — Ніно
- Тамара Схіртладзе — Дарія
- Мзія Мікашавідзе — Мзія
- Малхаз Горделадзе — офіцер

## Знімальна група
- Режисери — Гіга Лордкіпанідзе, Гіулі Чохонелідзе
- Сценаристи — Інга Гаручава, Петро Хотяновський
- Оператор — Абесалом Майсурадзе
- Композитор — Гія Канчелі
- Художник — Шота Гоголашвілі